# 卡希亚斯
卡希亚斯是巴西马拉尼昂州的一个市镇。总面积5223.981平方公里，总人口148072人，人口密度28.3人/平方公里。